# Doussard
Doussard este o comună în departamentul Haute-Savoie din sud-estul Franței. În 2009 avea o populație de 3.473 de locuitori.

## Evoluția populației
| An        | 1975  | 1982  | 1990  | 1999  | 2006  | 2009  |
| --------- | ----- | ----- | ----- | ----- | ----- | ----- |
| Populație | 1.543 | 1.725 | 2.070 | 2.781 | 3.276 | 3.473 |